# Arena of Pop

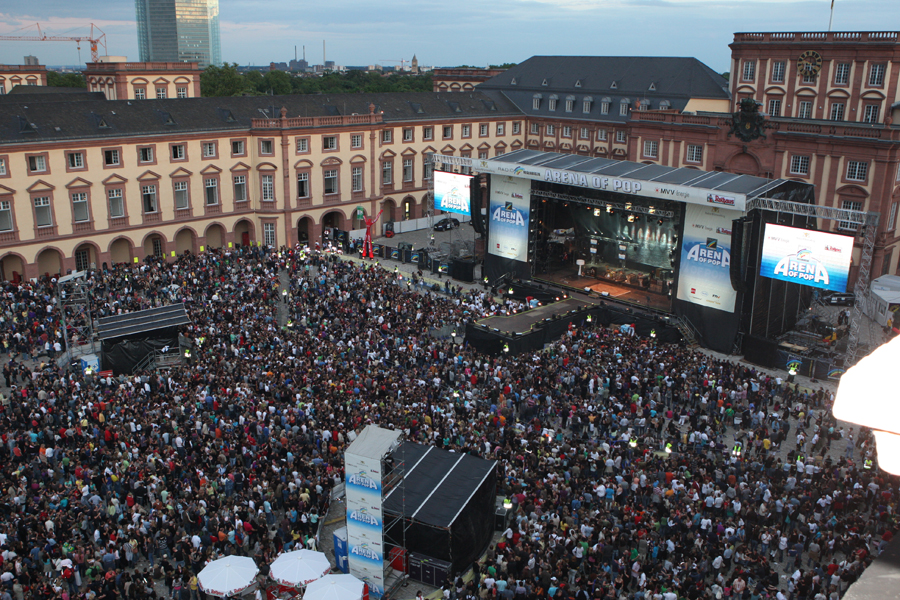
Arena of Pop 2009

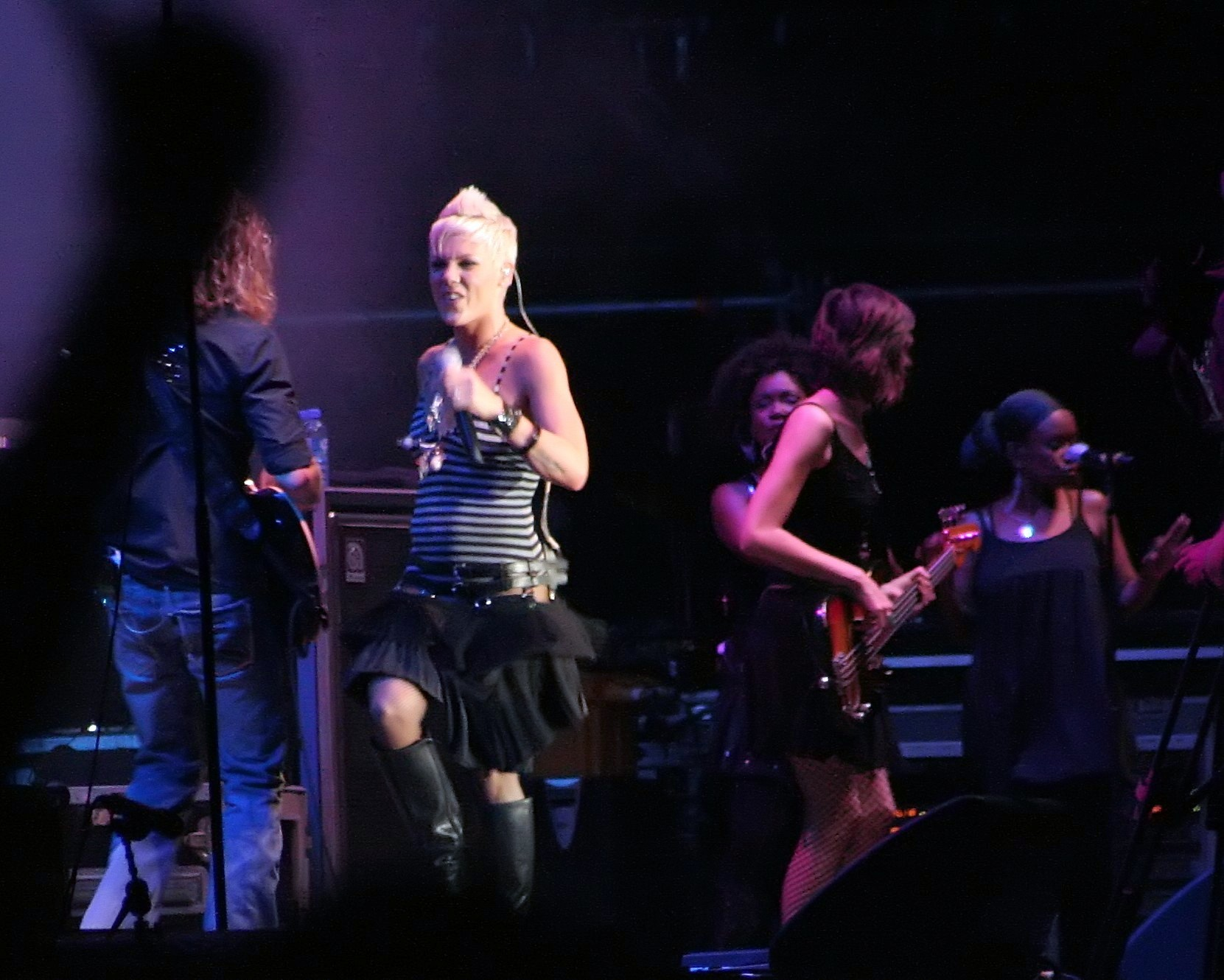
Pink bei der Arena Of Pop 2007

Die Arena of Pop war eine musikalische Freilichtveranstaltung in Mannheim, die von 2006 bis 2011 bei freiem Eintritt im Ehrenhof des Schlosses und in der angrenzenden Bismarck- und Breite Straße stattfand. Sie wurde vom Land Baden-Württemberg und dem Hörfunksender Radio Regenbogen organisiert und gesponsert. Beteiligt waren auch die Popakademie Baden-Württemberg und der Radiosender bigFM.

## Geschichte
Die 2006 erstmals ausgerichtete Arena of Pop stand in der Nachfolge des Arena of Sound-Festivals, das zuletzt 2004 am Stuttgarter Schloßplatz stattfand. Die Verlagerung eines der größten kostenlosen Open-Air-Festivals nach Mannheim 2006 stand im Zusammenhang mit den Bemühungen, die Stadt als „Mekka der Popmusik“ zu etablieren. Der künstlerische und kommerzielle Erfolg der Mannheimer Musikszene in den letzten Jahren führte zur Gründung der im Mannheimer Stadtteil Jungbusch beheimateten Popakademie Baden-Württemberg sowie des Musikparks.
Die Popakademie war fester Bestandteil des Events und präsentierte sich auf einer eigenen Bühne. Dort wurde den Studenten, dem Nachwuchs und den Ehemaligen der Akademie die Gelegenheit gegeben, ein größeres Publikum zu begeistern. 2007 spielten Danny Fresh, SchulzeMeierLehman, la Fuso, die David Huhn Band, sowie AyeAyeKapitain, Noch Ne Band, Crutch, Bakku Shan, Quarter, Derby’s Orchestra und Louis & Laserpower.
Eine jährliche Wiederholung des Festivals in Mannheim schien zunächst bis 2009 gesichert. Aufgrund von hohen Sicherheitskosten für die enormen Besucherzahlen, für 2008 erwartete man 150.000 Zuschauer, konnte die Arena of Pop nicht finanziert werden, und man führte einen Zwei-Jahres-Rhythmus ein. Das letzte Festival fand am 9. Juli 2011 statt.
Die seit Mai 2011 amtierende grün-rote Landesregierung Baden-Württembergs beschloss 2012, sich an den Kosten der Veranstaltung nicht mehr zu beteiligen. Zuvor hatte das Land Baden-Württemberg ein Drittel der Ausgaben getragen (im Jahr 2011 war dies eine Summe von 250.000 Euro). Alternative Standorte oder das Erheben von Eintrittsgeldern hat man verworfen, weil dadurch der Charakter der Veranstaltung entscheidend verändert worden wäre.

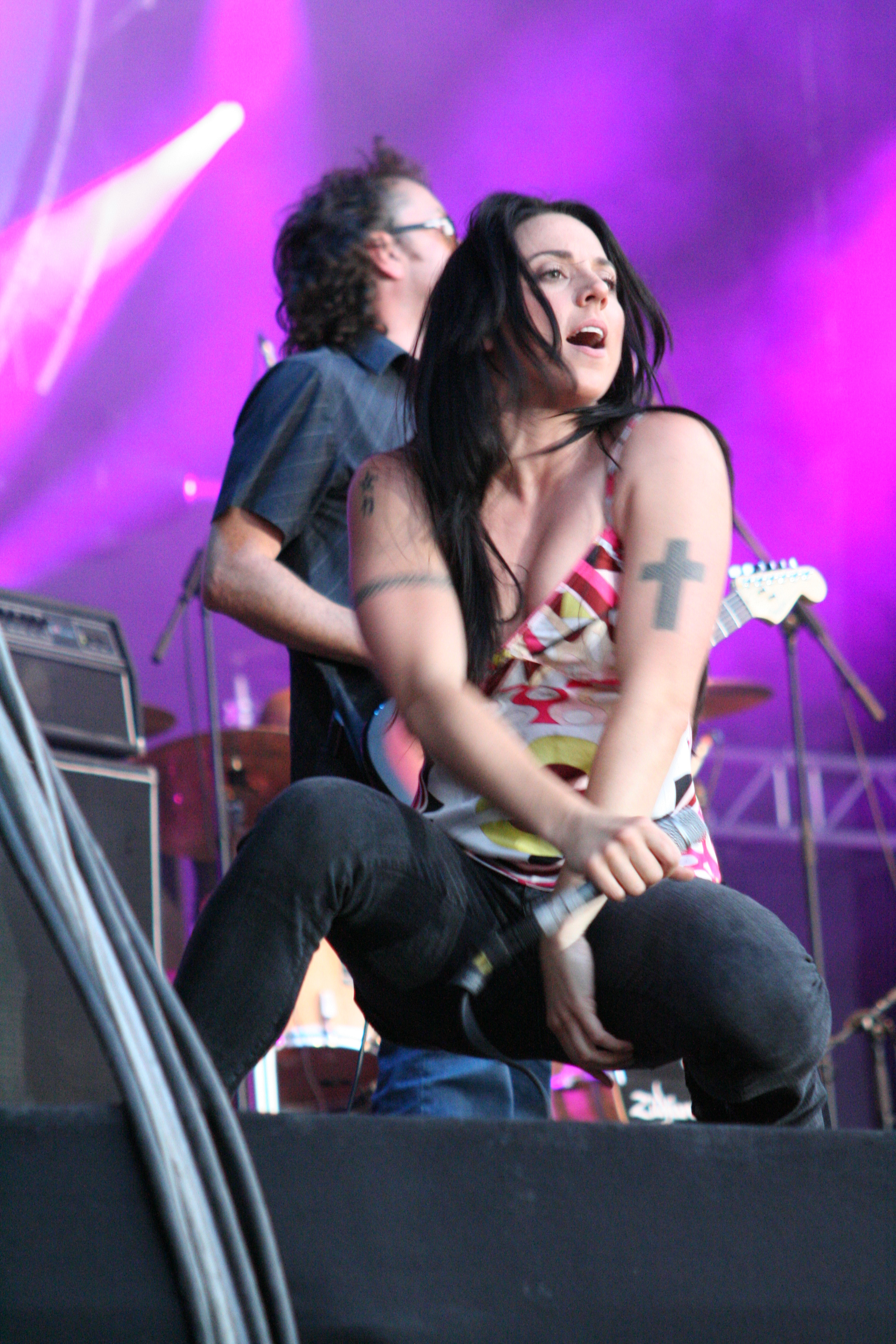
MelC bei der Arena Of Pop 2006

### 2006
Die erste Veranstaltung im 15. Juli 2006 zog mit erfolgreichen Musikern wie Juanes, Melanie C und Tokio Hotel über 110.000 Zuschauer an.
- 1. Me And The Heat
- 2. Peilomat
- 3. Fools Garden
- 4. Max Mutzke
- 5. Tokio Hotel
- 6. Melanie C
- 7. Juanes
- 23:00 Uhr Feuerwerk

### 2007

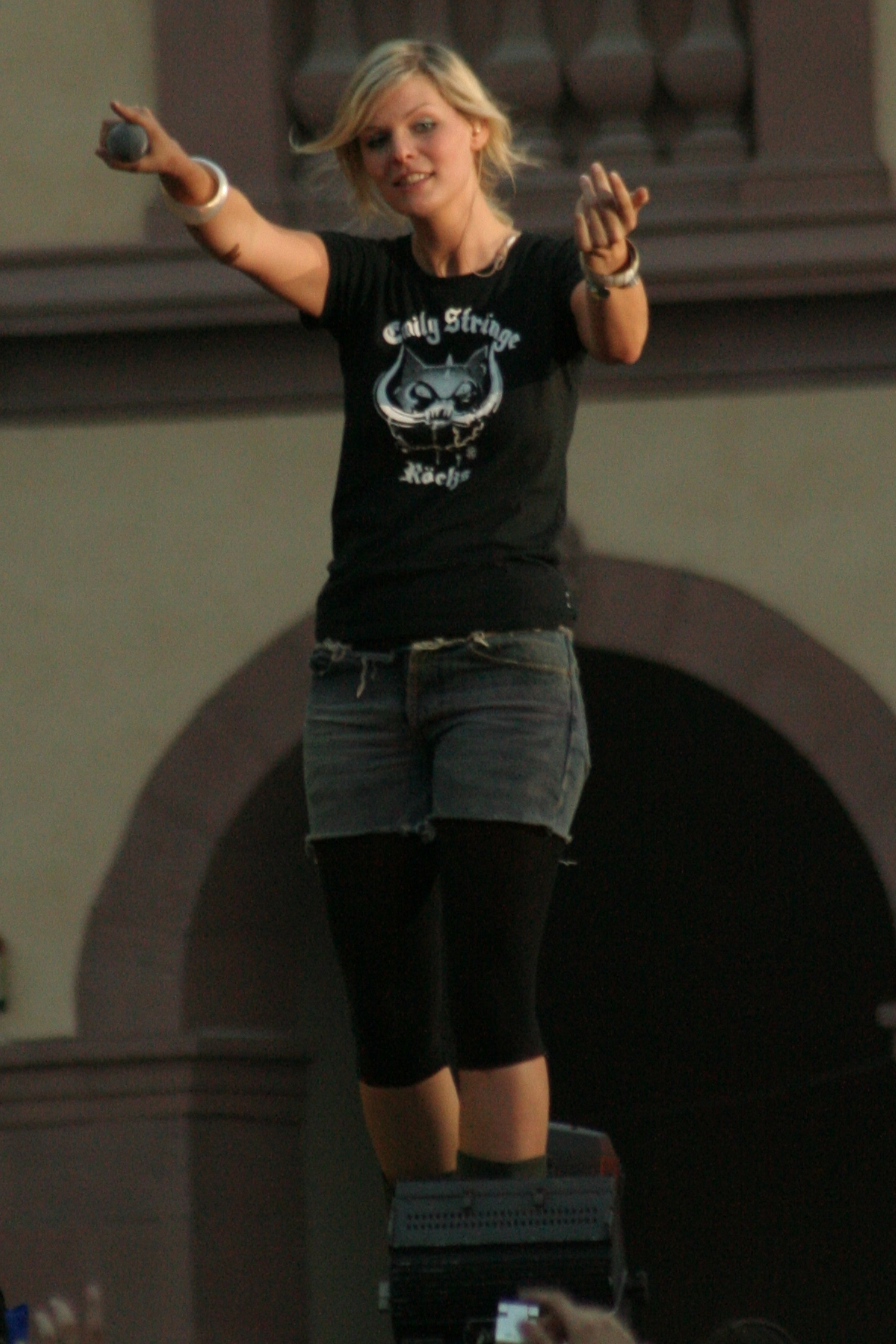
Frontsängerin von Juli – Eva Briegel – bei der Arena of Pop 2007

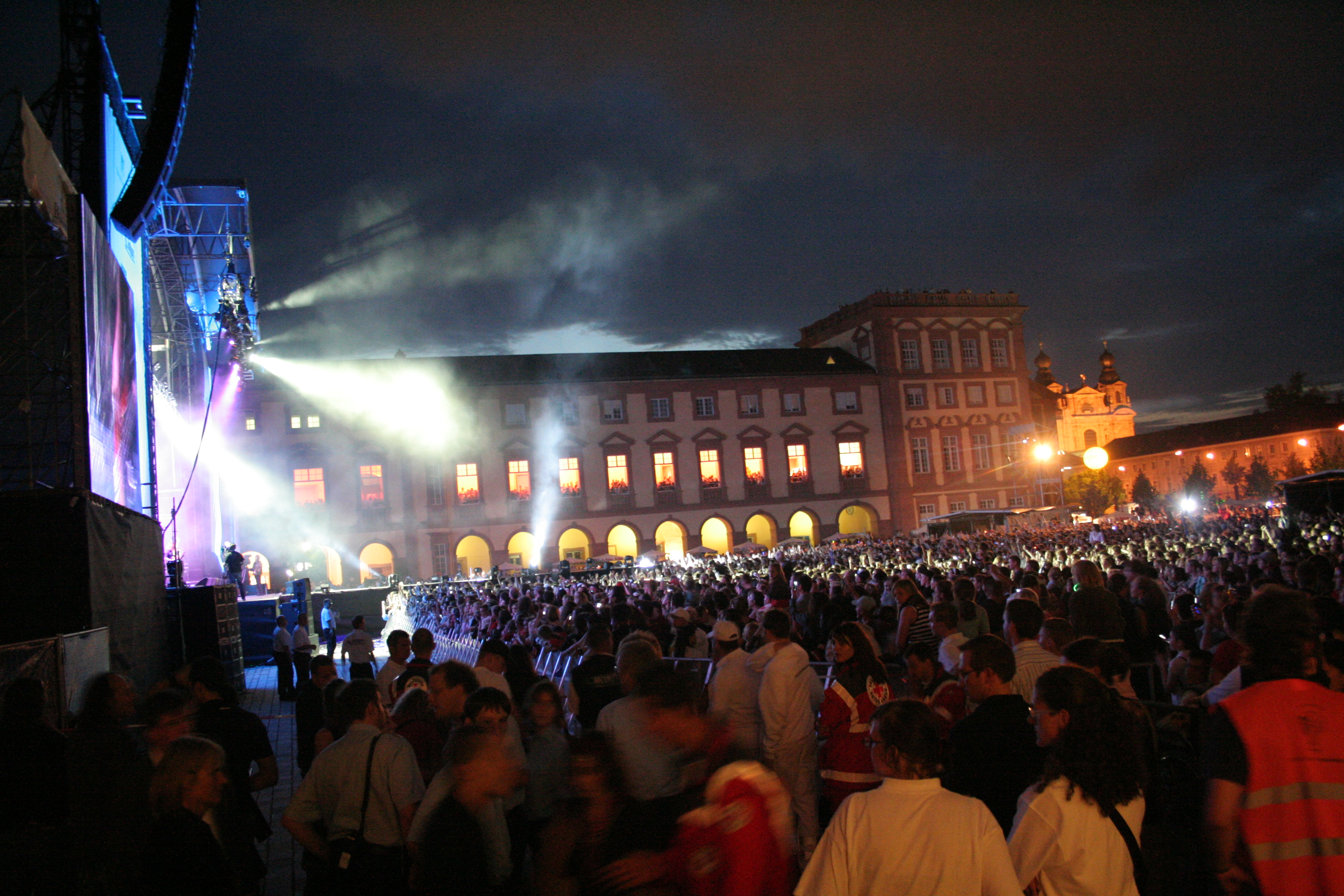
Blick auf die Menschenmenge bei der Arena Of Pop 2007

Am 28. Juli 2007 fand die Arena of Pop vor 135.000 Besuchern zum zweiten Mal statt. Zu den Headlinern zählten Pink, Juli, Simon Webbe und die Killerpilze. Weitere Gruppen auf der Hauptbühne waren MBWTEYP, BenJammin und Asher Lane.
Hauptbühne
- 14:00 Uhr Gewinner des Schülerbands Contest
- 14:30 Uhr My baby wants to eat your pussy
- 15:20 Uhr Ben*Jammin
- 16:20 Uhr Asher Lane
- 17:25 Uhr Killerpilze
- 18:45 Uhr Simon Webbe
- 20:15 Uhr Juli
- 21:45 Uhr Pink
- 23:00 Uhr Feuerwerk

Bühne der Pop-Akademie
- 14:00 Uhr AyeAyeKapitain
- 14:45 Uhr Noch ne Band
- 15:30 Uhr Crutch
- 16:15 Uhr Bakkushan
- 17:00 Uhr Danny Fresh
- 17:45 Uhr Derby’s Orchestra
- 18:30 Uhr la FUSO
- 19:15 Uhr Quarter
- 20:00 Uhr David Huhn Band
- 21:00 Uhr Luis & Laserpower
- 22:00 Uhr SchulzeMeierLehmann

BigFM DJ-Tower
- 14:00 Uhr The X & Funkey1one
- 15:00 Uhr DJ Chilly E.
- 16:00 Uhr DJ Tom & DJ Flo
- 17:00 Uhr Rockmaster B.
- 18:00 Uhr bigFM Party Chiller
- 19:00 Uhr DJ Slick
- 20:00 Uhr M-Lane
- 21:00 Uhr DJ P.
- 22:00 Uhr Marco Petralia

### 2009

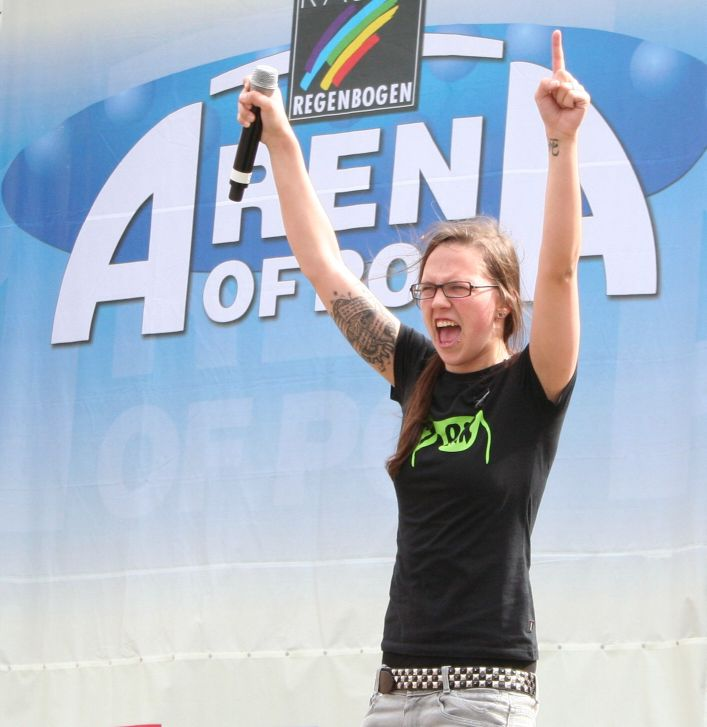
Stefanie Heinzmann 2009

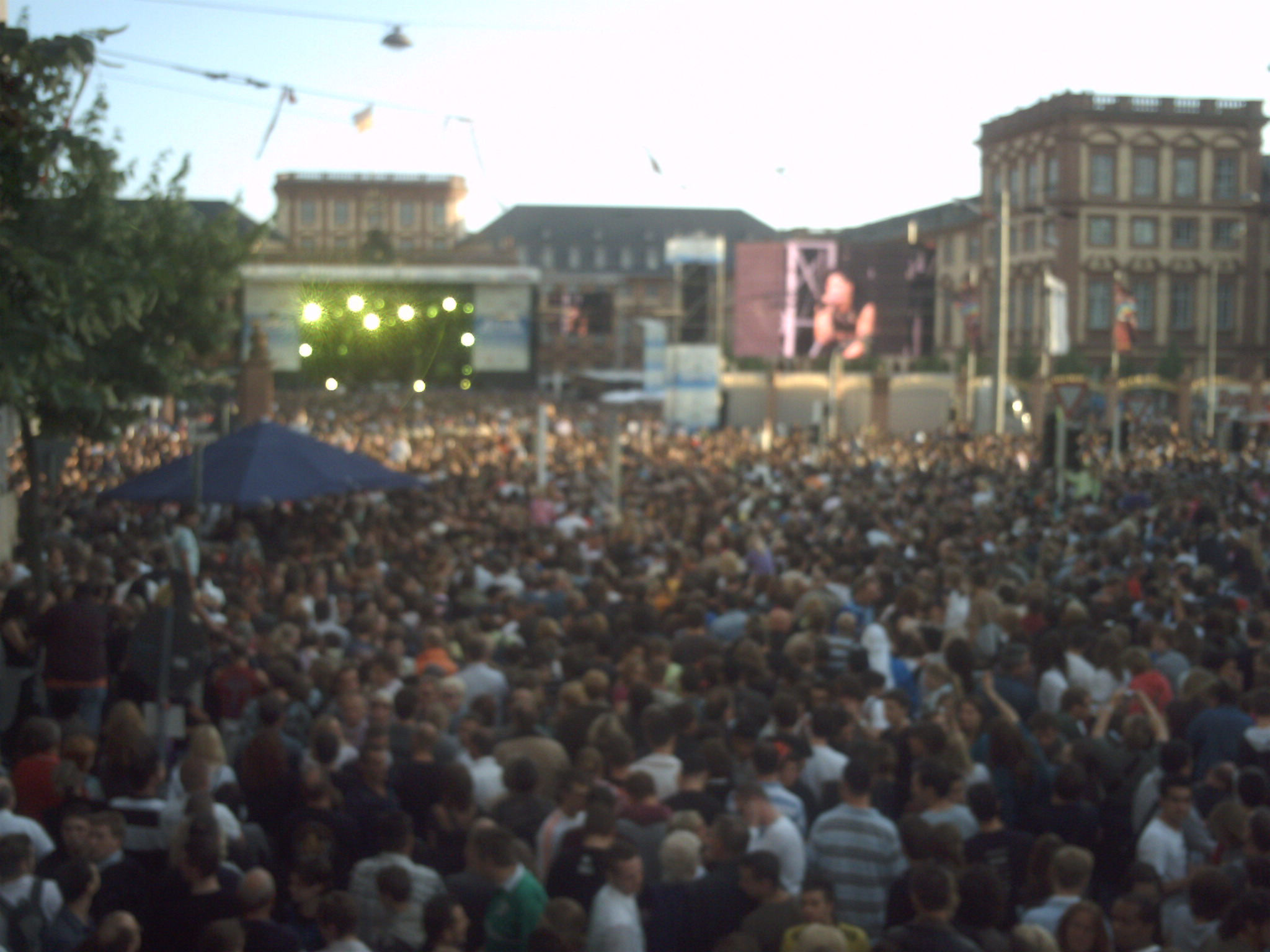
Arena of Pop 2009

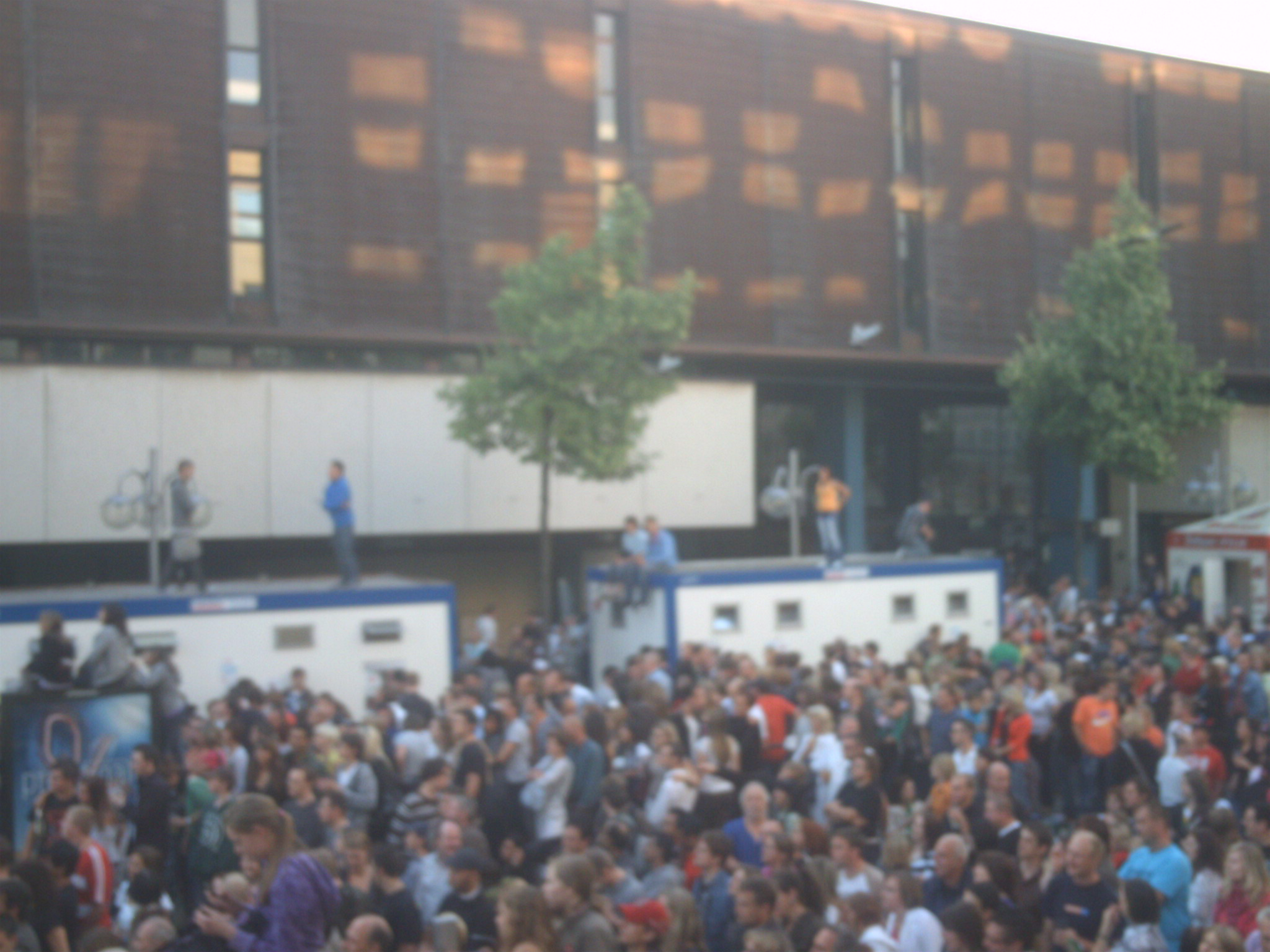
Blick auf die Zuschauer bei der Arena of Pop 2009

Die dritte Veranstaltung hat am 11. Juli 2009 stattgefunden. Insgesamt waren laut Veranstalterangaben 125.000 Besucher anwesend. Aufgetreten sind folgende Bands:
Hauptbühne
- 14:00 Uhr Bittersüß
- 14:30 Uhr Nur zu Besuch
- 15:00 Uhr Marc Terenzi
- 15:20 Uhr Whitenights
- 16:10 Uhr Stefanie Heinzmann
- 17:20 Uhr Christina Stürmer
- 18:40 Uhr The Hooters
- 20:10 Uhr Silbermond
- 21:40 Uhr Reamonn
- 22:50 Uhr Abschlussfeuerwerk mit David Garrett

Popakademie
- 14:00 Uhr Marie And The Red Cat
- 14:40 Uhr DeAtHPunKk KiLLs
- 15:20 Uhr Wir
- 16:00 Uhr Full Spin
- 16:40 Uhr Degé
- 17:20 Uhr Metrocolor
- 18:00 Uhr Marija
- 18:55 Uhr Die Zappler
- 19:50 Uhr rathsfeld
- 20:45 Uhr Frida
- 21:55 Uhr At the Farewell Party

bigFM DJ-Tower
- 13:00 Uhr Funny T
- 14:00 Uhr The X
- 15:00 Uhr Falko Richtenberg
- 16:00 Uhr Partychiller
- 17:00 Uhr Paul Rincon
- 18:00 Uhr Chilly E
- 19:00 Uhr Hildegard
- 20:00 Uhr Slick
- 21:00 Uhr Boulevard Bou
- 22:00 Uhr Rockmaster B. & MC Puppet

### 2011

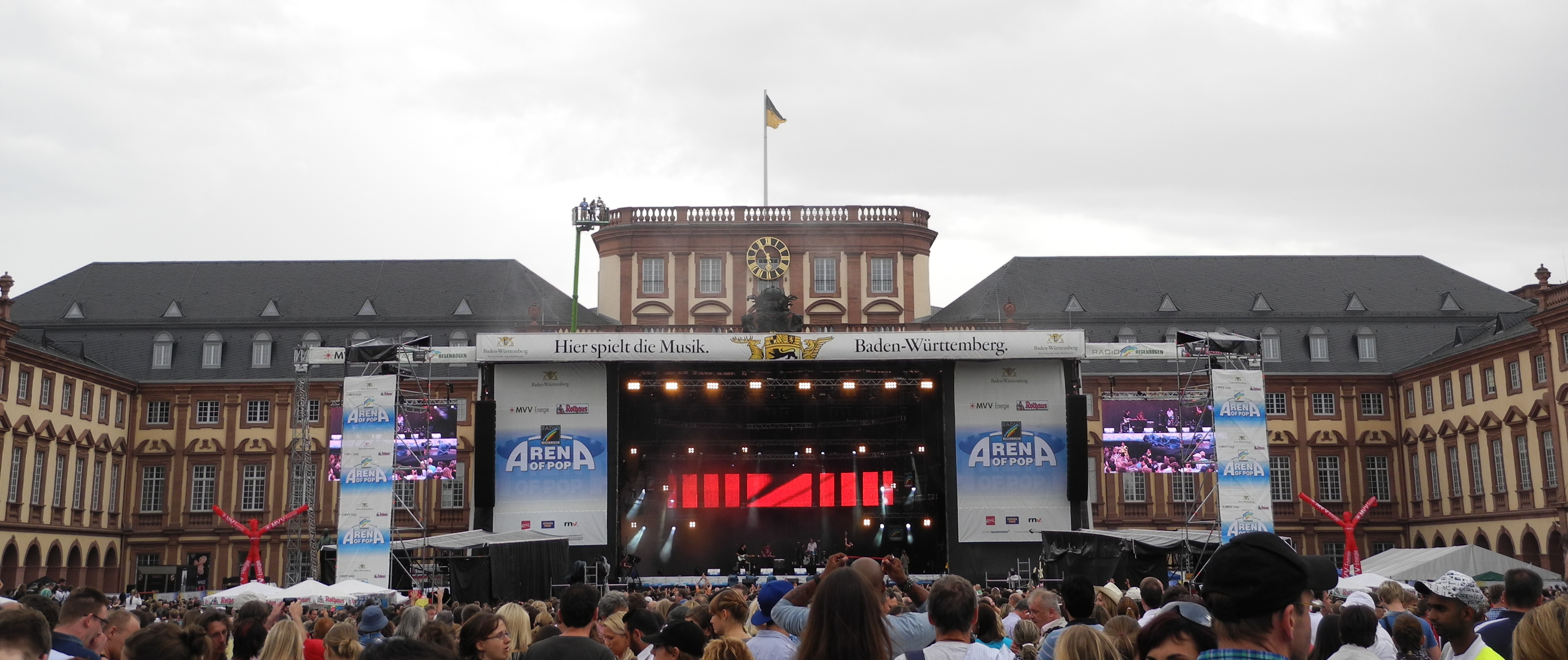
Ehrenhof des Mannheimer Schlosses mit Bühne 2011

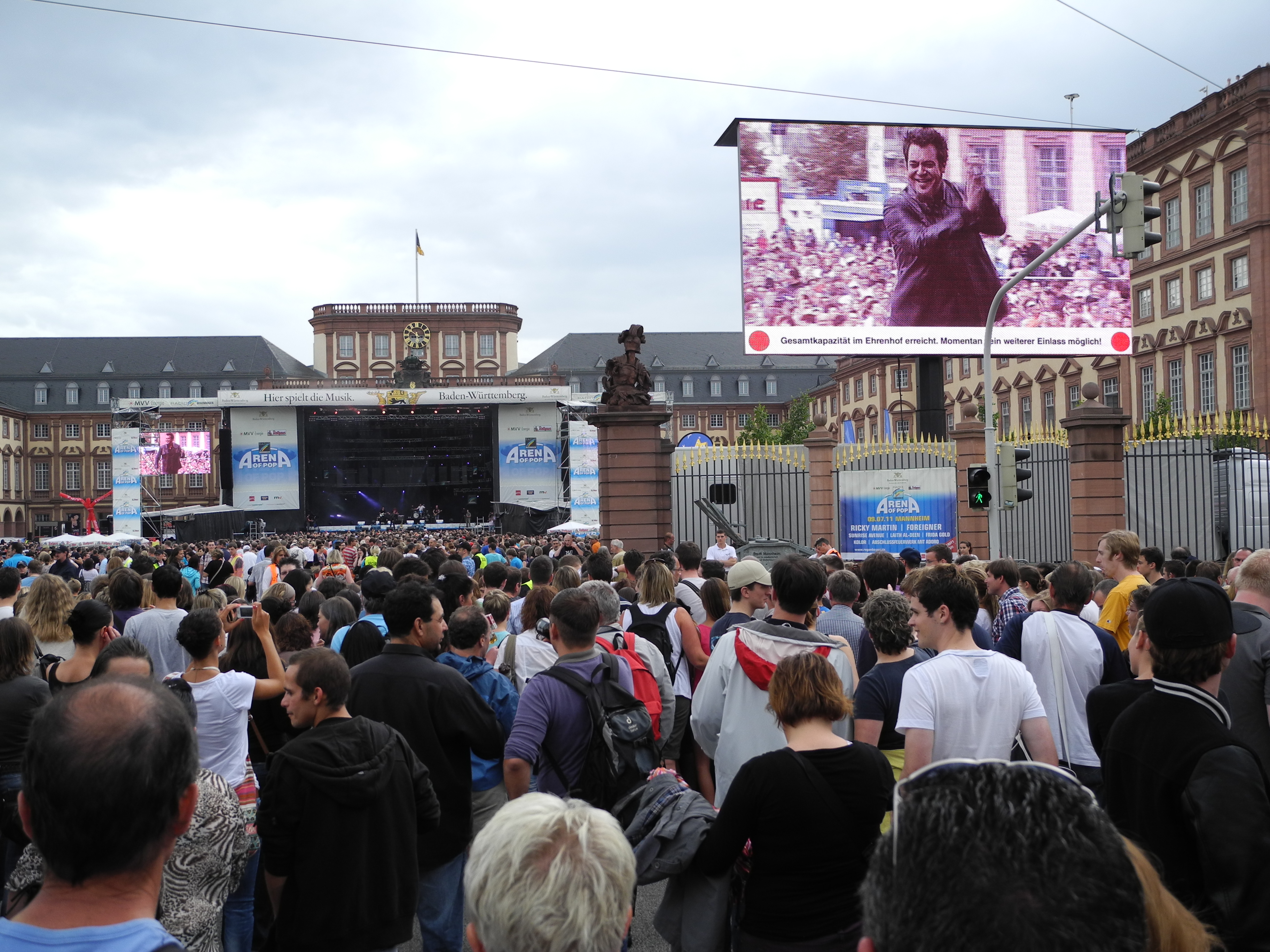
Auftritt von Laith Al-Deen 2011

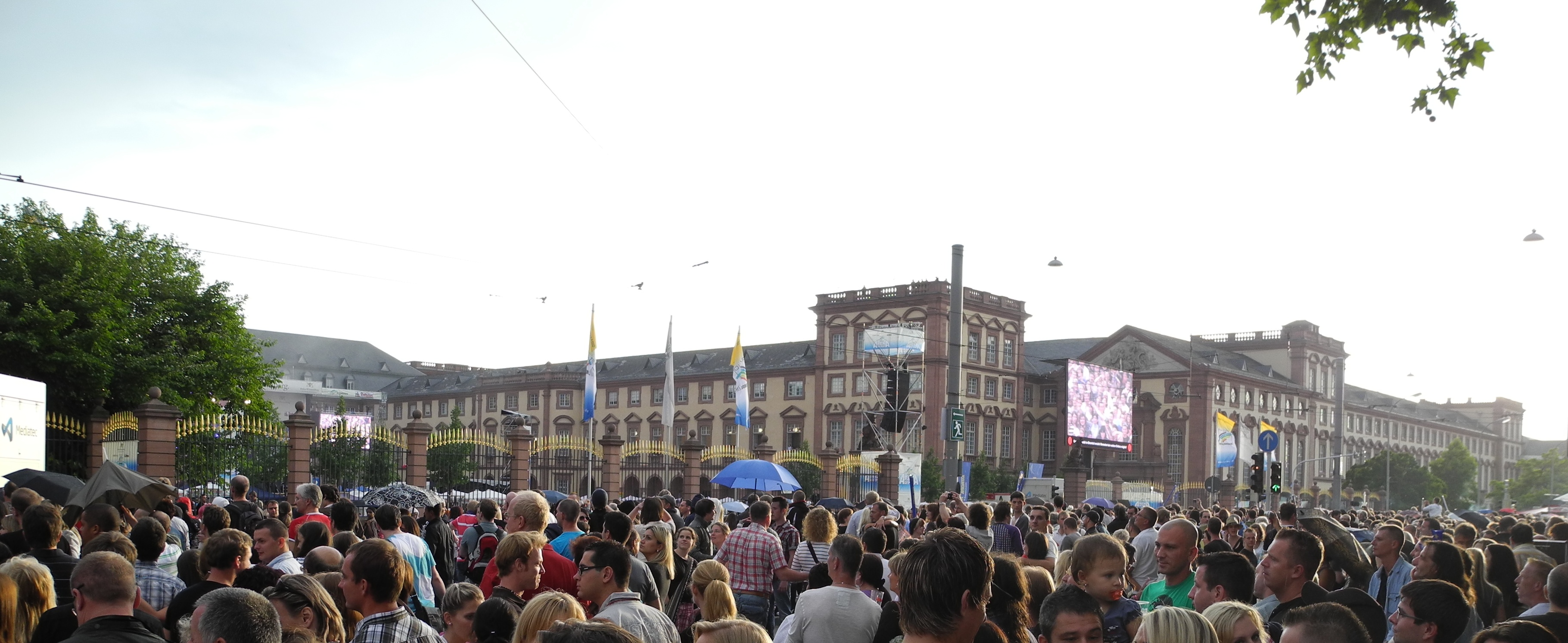
Bismarckstraße/Schloss 2011

Die vierte Veranstaltung Arena of Pop fand am Samstag, 9. Juli 2011, statt. Nach Angaben des Veranstalters lockte das Festival, bei dem nachfolgende Künstler auftraten, 130.000 Fans an.
Hauptbühne
- 14:00 Uhr Skaletons & Spielgeldmillionäre
- 15:20 Uhr Kolor
- 16:10 Uhr Frida Gold
- 17:20 Uhr Laith Al-Deen
- 18:30 Uhr Sunrise Avenue
- 19:50 Uhr Foreigner
- 21:20 Uhr Ricky Martin
- 22:30 Uhr Special: Adoro + Feuerwerk

Popakademie
- Max Prosa
- Champions
- Jona:S
- Lokomotor
- EMMA
- Flashing Lights
- Tonbandgerät
- Pentatones
- Franz White
- Hot Chick Banged
- Arschtritt Lindgren
- Fugitiver Dancer

bigFM DJ-Tower
- 13:00 Uhr KOC
- 14:30 Uhr The X
- 16:00 Uhr Falko Richtenberg
- 17:00 Uhr Slick
- 18:00 Uhr Hanna Hansen
- 19:00 Uhr Chilly E
- 20:00 Uhr Antar
- 21:00 Uhr Boulevard Bou
- 22:00 Uhr Rockmaster B. & MC Puppet